# Hexatoma imperator
Hexatoma imperator là một loài ruồi trong họ Limoniidae. Chúng phân bố ở miền Cổ bắc.